# 桂まめだ
桂 まめだ（かつら まめだ、1967年8月3日 - ）は大阪府貝塚市出身の落語家。本名は今泉 和。
高校卒業後、サラリーマン生活を経て、2000年7月1日に桂文福に入門。高座名は「豆狸」という意味。南京玉すだれと皿回しを特技とし、イベントや打ち上げ、落語会でも披露することがある。文福らくごプロモーション所属であったが師匠の文福がよしもとクリエイティブ・エージェンシー（吉本興業）の復帰に伴い自身も吉本入り。上方落語協会会員。
落語家・講談師のユニット「セブンエイト」のメンバー。
同ユニット主催のイベント「7時だヨ!8人集合」に出演している。

## エピソード
- かなりの天然ボケであるらしく、あまりの失敗に師匠文福がまめだの親に電話したことがある。
- 師匠の運転手を務めて山奥を走っていたときガソリン切れになり、近所の集落の人に持参してもらって凌いだ。
- 現場に着き次第荷物を降ろすように指示を受けていた道中、高速道路のサービスエリアに着いたとたん、荷物を降ろしてしまった。
- キャップを取ったマジックを持っていることを忘れて師匠の着物をたたんでしまい、無地の着物を台無しにした。
- しかしながら本人は対人恐怖症であり(舞台上においても終始おどおどしている様子が見て取れる)、これら一連のエピソードは天然ボケというよりも社会的生活や他人との接触による経験が不十分であることに起因する部分も大きいと考えられる[1]。
- このまめだより以前にまめだを名乗った人物がおり、先代のまめだは1987年10月、文福に入門し翌年5月に廃業している。
- 緑色の髪の毛をしていた。
- 2022年、長女誕生[1]。